# Cylindrotoma deserrata
Cylindrotoma deserrata is een tweevleugelige uit de familie buismuggen (Cylindrotomidae). De soort komt voor in het Oriëntaals gebied.